# Marianthus angustifolius
Marianthus angustifolius är en tvåhjärtbladig växtart som beskrevs av Putterl. Marianthus angustifolius ingår i släktet Marianthus och familjen Pittosporaceae. Inga underarter finns listade.